# Peelové
Peelové jsou britský podnikatelský a později i šlechtický rod. Zbohatli v textilním průmyslu koncem 18. století a v roce 1800 získali titul baroneta. Jako movití představitelé průmyslové revoluce vstoupili do politiky a počátkem 19. století čtyři bratři zasedali v Dolní sněmovně. Nejstarší z nich, Robert Peel (1788–1850), byl významným britským státníkem a dvojnásobným premiérem. Později rod získal titul vikomta (1895) a hraběte (1929). Současným představitelem rodu je William Peel, 3. hrabě Peel (*1947), který v letech 2006–2021 vykonával funkci lorda nejvyššího komořího Spojeného království.

## Historie

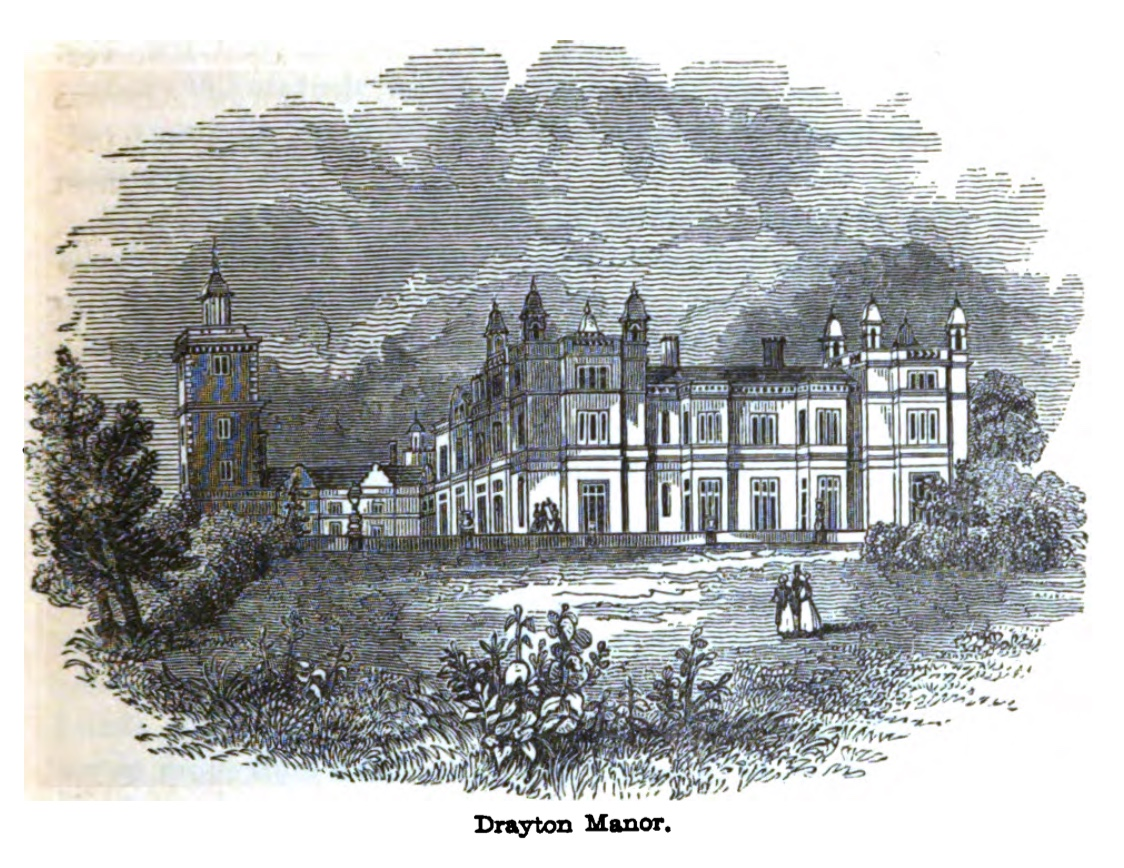
Zámek Drayton Manor (Staffordshire), hlavní sídlo rodu v 18.-20. století

Rodokmen Peelů je sledovatelný od 16. století v hrabství Lancashire, kde původně žili jako statkáři. William Peel (1722–1795) přesunul své aktivity do výroby textilu, prosadil se jako producent mykané příze a v době jeho smrti vlastnila rodina 23 manufaktur v hrabství Staffordshire. Jeho syn Robert Peel (1750–1830) byl pokračovatelem podnikatelského rozmachu rodiny, proslul jako iniciátor rozvoje města Tamworth, které v letech 1790–1820 zastupoval jako poslanec v Dolní sněmovně. Patřil k toryům, vydal několik politických pamfletů a jako první prosazoval legislativní úpravu zaměstnávání dětí v továrnách. V roce 1800 získal titul baroneta a osvojil si životní styl venkovské šlechty, jeho sídlem byl zámek Chamber Hall (Lancashire), v roce 1790 koupil panství Drayton Manor (Staffordshire) a zdejší zámek obývali potomci až do 20. století.
Sir Robert Peel měl početnou rodinu a díky finančnímu zázemí se potomci aktivně zapojili do politického života. Čtyři jeho synové zasedali v Dolní sněmovně a nejstarší z nich, Sir Robert Peel (1788-1850), se stal státníkem evropského významu, dvakrát byl britským premiérem. Jeho potomci se sňatky spříznili s nejvyšší šlechtou Velké Británie a zastávali vysoké posty ve státní správě a armádě. Premiérův nejstarší syn Robert Peel, 3. baronet (1822–1895), kvůli rozmařilém stylu života musel odprodat státu bohaté umělecké sbírky, ale potomci si nadále udržovali vysoké postavení ve společnosti. V této linii rod vymřel v roce 1942, kdy za druhé světové války u břehů Indie zahynul Sir Robert Peel, 6. baronet (1920–1942). Titul baroneta pak přešel na mladší linii hrabat Peelů.
Premiérův nejmladší syn Arthur Peel (1829–1912) se přes několik funkcí ve vládě vypracoval až k postu předsedy Dolní sněmovny (1884–1895) a v roce 1895 získal titul vikomta. Pokračovatelem rodu byl jeho syn William Peel (1867-1937), který byl dvakrát ministrem pro Indii a v roce 1929 byl povýšen na hraběte. Jeho syn Arthur William Peel, 2. hrabě Peel (1901-1969), zdědil v roce 1942 majetek a titul vymřelé linie baronetů z Clanfieldu a v letech 1948-1950 byl lordem místodržitelem v hrabství Lancashire. Jeho majetkem byl zámek Hyning Hall (Lancashire), který v následující generaci rodina prodala. Jeho syn William James Peel, 3. hrabě Peel (*1947), který ve Sněmovně lordů patří ke Konzervativní straně a od roku 2006 zastává funkci nejvyššího komořího Spojeného království. Současným sídlem rodu je zámek Elmire House v hrabství Yorkshire.

## Osobnosti

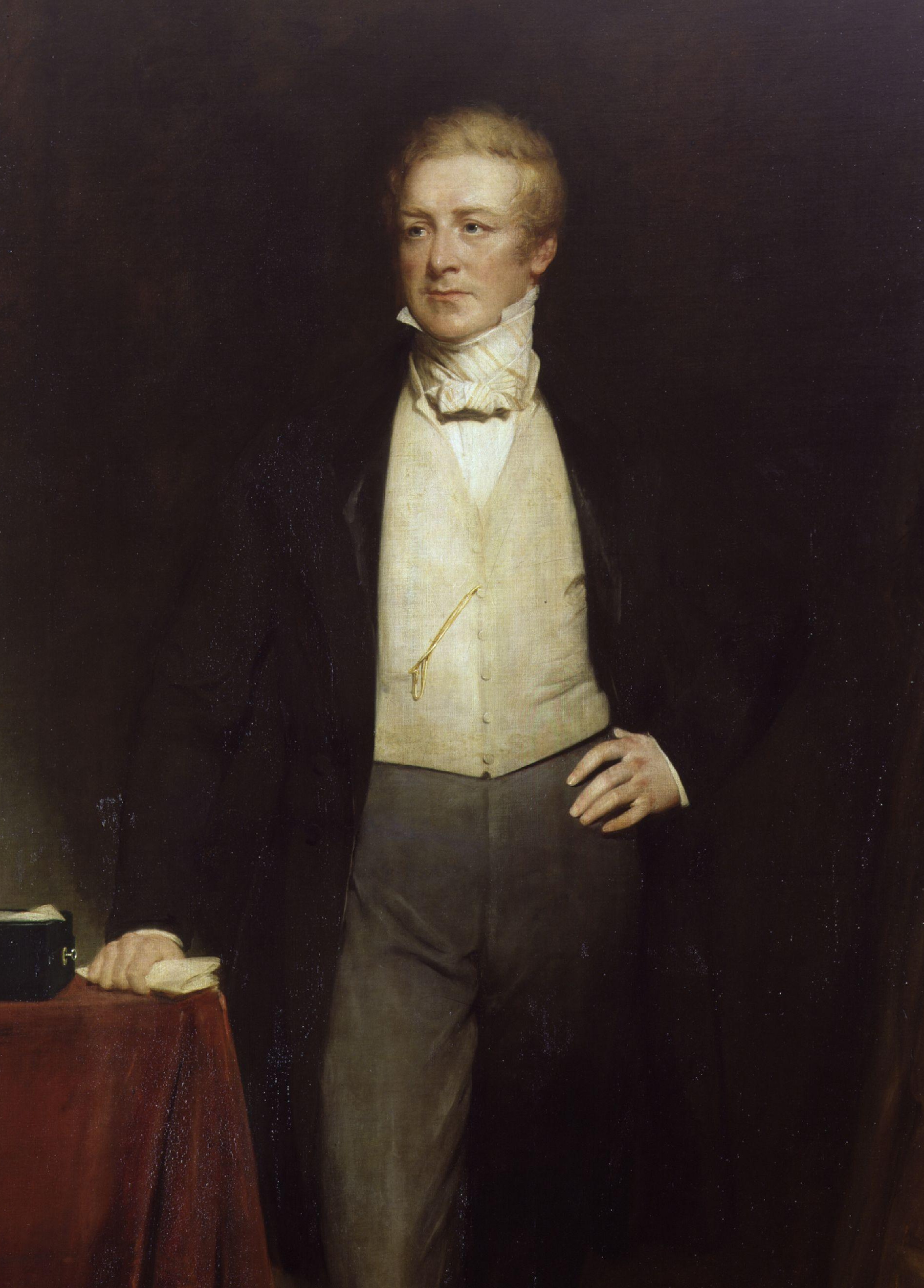
Premiér Robert Peel (1788–1850)

- Sir Robert Peel, 1. baronet (1750–1830), průmyslník, politik, 1800 povýšen na baroneta
- Sir Robert Peel, 2. baronet (1788–1850), premiér Spojeného království (1834–1835, 1841–1846)
- William Yates Peel (1789–1858), poslanec Dolní sněmovny
- Edmund Peel (1791–1850), poslanec Dolní sněmovny
- Jonathan Peel (1799–1879), generál, ministr války 1858–1859, 1866–1867
- Laurence Peel (1801–1888), poslanec Dolní sněmovny
- Sir Robert Peel, 3. baronet (1822–1895), poslanec Dolní sněmovny, ministr pro Irsko 1861–1865
- Frederick Peel (1823–1906), poslanec Dolní sněmovny
- Arthur Peel, 1. vikomt Peel (1829–1912), předseda Dolní sněmovny 1884–1895, 1895 povýšen na vikomta
- John Peel (1829–1892), generál
- William Peel, 1. hrabě Peel (1867–1937), ministr pro Indii 1922–1924, 1928–1929, 1929 povýšen na hraběte
- Sidney Peel (1870–1938), bankéř, člen Dolní sněmovny, 1936 povýšen na baroneta
- William James Robert Peel, 3. hrabě Peel (*1947), nejvyšší komoří Spojeného království 2006–2021